# 이재한 (배우)
이재한(1993년 1월 26일 ~ )은 대한민국의 배우이다.

## 출연작

### 영화
- 《전설의 파이터》 (2020년) - 광욱 역
- 《깡치 2》 (2020년) - 철우 역
- 《어게인》 (2020년) - 앙상블 역
- 《갱》 (2020년) - 건우 역
- 《백두산》 (2019년) - 본진 대원들 역
- 《속물들》 (2019년) - 신촌 시비일행 역
- 《일진 2》 (2018년) - 상기 역
- 《협상》 (2018년) - 사트 팀원 11 역
- 《일진》 (2018년) - 상기 역